# モノバゾス1世
モノバゾス1世（モノバゾス1せい、Monobaz I, Monobazus, Bazeus）は、紀元1世紀前半のアディアベネ王国の王。姉妹のヘレナに恋焦がれ、彼女を妻にした。ヘレナの妊娠中に神秘的な夢を見たことにより、彼女が産んだ息子にイザテース（イザテース2世）という名前を付け、寵愛した。モノバゾス1世は、バザイオスとも呼ばれていた。